# Bragny-sur-Saône
Bragny-sur-Saône to miejscowość i gmina we Francji, w regionie Burgundia-Franche-Comté, w departamencie Saona i Loara.
Według danych na rok 1990 gminę zamieszkiwało 467 osób, a gęstość zaludnienia wynosiła 32 osoby/km² (wśród 2044 gmin Burgundii Bragny-sur-Saône plasuje się na 483. miejscu pod względem liczby ludności, natomiast pod względem powierzchni na miejscu 664.).